# Deucalião
Deucalião, segundo a mitologia grega, foi um filho de Prometeu e Clímene (ou de Prometeu e Pronoea). Era casado com Pirra. Quando a fúria de Zeus foi lançada contra a húbris dos pelasgos, Zeus decidiu pôr um fim à idade do bronze com o dilúvio. Avisado por Prometeu, o casal construiu um barco de madeira que equipou com provisões, para se salvar do dilúvio. 

## Ancestrais e esposa
Prometeu era um titã, um dos filhos de Jápeto e Ásia, sendo seus irmãos Atlas, Epimeteu e Menoécio. Deucalião, filho de Prometeu, rei da Ftia, casou-se com sua prima Pirra, filha de Epimeteu e Pandora; Pandora foi a primeira mulher feita pelos deuses.

## O mito do dilúvio
Espantado com o ódio instaurado entre a humanidade, Zeus decidiu exterminar a espécie humana, certo de que esta fora o maior erro que os deuses haviam cometido. Convocado o conselho dos deuses, todos obedeceram e tomaram o caminho do palácio do céu. Esse caminho pode ser visto no céu em todas as noites claras, a chamada Via Láctea, e ao longo dele se acreditavam ficar os palácios dos deuses.
Dirigindo-se à assembleia reunida, Zeus expôs as terríveis condições que reinavam na Terra e anunciou que iria destruir todos os homens e criar uma nova raça que fosse mais digna de viver e que soubesse melhor cultuar os deuses. Tomou o seu raio, e já ia despedi-lo contra o mundo, destruindo-o pelo fogo, quando percebeu o perigo que um incêndio teria para os próprios deuses. Decidiu então inundar a Terra.
O titã Prometeu, o qual tinha dom de profecia, previu os planos dos deuses e orientou seu filho, Deucalião, que construísse uma arca para sobreviver ao grande desastre.
O vento norte, que espalha as nuvens, foi encadeado; o vento sul foi solto e em breve cobriu todo o céu com uma escuridão profunda. As nuvens, empurradas em bloco, romperam-se; torrentes de chuva caíram; as plantações inundaram-se. Não satisfeito, Zeus pediu ajuda a seu irmão Posídon. Este soltou os rios e lançou-os sobre a Terra. Sacudia-a com um terremoto e lançou o refluxo dos oceanos sobre as praias. Rebanhos, animais, homens, casas e templos foram tragados pelas águas.
De todas as montanhas, apenas a do Parnaso ultrapassava as águas. Nele a arca de Deucalião (o mais justo dos homens) e Pirra (a mais virtuosa das mulheres) encontrou refúgio. Zeus viu que apenas eles haviam sobrevivido e cessou a tempestade. Poseidon retirou as suas águas. Em segurança, Deucalião dirigiu-se a Pirra e disse-lhe:
— Ó esposa, única mulher sobrevivente, unida a mim primeiramente pelos laços do parentesco e do casamento, e agora por um perigo comum, pudéssemos nós possuir o poder de nosso antepassado Prometeu e renovar a raça, como ele fez, pela primeira vez! Como não podemos, porém, dirijamo-nos àquele templo e indaguemos dos deuses o que nos resta fazer.
Entraram em um templo ainda coberto de lama e aproximaram-se do altar. Prostaram-se em terra e rogaram à deusa Têmis que os esclarecesse sobre a maneira de agir naquela situação.
— Saiam do templo com a cabeça coberta e as vestes desatadas e atirai para trás os ossos de vossa mãe — respondeu o oráculo.
Pirra ficou confusa com o que o oráculo disse: não se sentia capaz de fazer o que ele estava pedindo. Deucalião pensou seriamente e chegou à conclusão de que se a Terra era a mãe comum de todos, as pedras seriam os seus ossos. Resolveram tentar. Os dois velaram o rosto, afrouxaram as vestes, apanharam as pedras e atiraram-nas para trás. As pedras amoleceram e começaram a tomar forma humana. As pedras atiradas pelas mãos do homem, tornaram-se homens; pelas mãos da mulher, tornaram-se mulheres.

## Filhos e descendentes
Deucalião e Pirra tiveram vários filhos, o primeiro Heleno, que alguns  diziam ser filho de Zeus, o segundo Anfictião, que reinou na Ática depois de Cranau, e em terceiro Protogênia, que se tornou a mãe de Aethlius por Zeus. Heleno foi o ancestral epônimo dos gregos, chamados de helenos, e foi o pai de Doro e Éolo e o avô de Aqueu e Ion, respectivamente os ancestrais epônimos dos dóricos, eólios, aqueus e jônios.